# Michel Bühler
 (novembre 2022).
Pour les articles homonymes, voir Bühler.
Michel Bühler, né le 30 avril 1945 à Berne et mort le 7 novembre 2022 à Lausanne, est un chanteur, écrivain, acteur, poète, compositeur, dramaturge et enseignant suisse du canton de Vaud.

## Biographie
Michel Bühler passe son enfance à Sainte-Croix, où il y fait ses études secondaires, puis fréquente l'école normale à Lausanne où il obtient son brevet d'instituteur en 1965. Il enseigne pendant quatre ans, mais en 1969 il décide de se consacrer à la chanson.
Il crée alors de nombreux albums et fait des tournées en Suisse, en France et dans d'autres pays francophones avec des productions théâtrales. Même si la chanson reste son mode d'expression privilégié, Michel Bühler commence dès 1970 une carrière littéraire. Il publie deux livres de science-fiction et un recueil de contes et chansons. On lui doit également le scénario du téléfilm Charmants voisins, avec Daniel Prévost dans le rôle principal.
Michel Bühler prend part à des actions de solidarité et de défense des opprimés. Il chante ainsi son soutien au peuple palestinien dans En Palestine. C'est du reste la mort d'un ami parti aider les populations du Tiers monde qui est à l'origine de son troisième roman, Cabarete, paru en 1992. En 2003 paraît aux éditions Bernard Campiche Lettre à Menétrey.
En 2013, Michel Bühler reçoit le prix Jacques-Douai.
En 2018, il participe à une mission du Secrétariat Amérique Centrale au Salvador afin de veiller à la régularité des élections municipales et législatives. Le 18 janvier 2019, le chanteur Bertrand Ferrier lui consacre un tour de chant à l'Atelier du Verbe, Paris.
Pendant 20 ans, tout en étant membre du Parti ouvrier et populaire, il siège au conseil communal de Sainte-Croix, avec des socialistes.
Il meurt d'une crise cardiaque le 7 novembre 2022 à Lausanne, à l'âge de 77 ans,.
« Car notre espérance est profonde
Un jour nous nous retrouverons
Un jour nous changerons le monde
Autrement que dans nos chansons ! »
Coordonnées GPS : Latitude 46.818838, Longitude 6.506073

## Discographie
- 1969 - Helvétiquement vôtre
- 1971 - Michel Bühler
- 1973 - Vivre nus
- 1976 - Immigré
- 1977 - Ici
- 1978 - Simple histoire
- 1980 - La belle folie
- 1981 - Tendre Bühler - chansons de 1971 à 1980
- 1986 - Rasez les Alpes... qu'on voie la mer
- 1987 - Il aimait les rires
- 1988 - Le retour du major Davel
- 1993 - L'autre chemin
- 1995 - En public
- 1995 - La Fête à Bühler - Spectacle-hommage par Florence Chitacumbi, Valérie Lou, Denis Alber, Le bel Hubert, Pascal Rinaldi et Thierry Romanens
- 1996 - Cuvée 90
- 1997 - Rue de la Roquette - Chansons de 1969 à 1980
- 1997 - Comme un goût de solitude - Chansons de 1986 à 1997
- 1997 - Jusqu'à quand?
- 2000 - Voisins...
- 2004 - Chansons têtues
- 2008 - Passant
- 2008 - Les Trois Cloches (chansons de Jean Villard, dit Gilles, avec Sarclo et Gaspard Glaus, CD+DVD)
- 2009 - Voyageur (Enregistrement en public)
- 2012 - Et voilà !
- 2016 - La vague
- 2021 - Rouge[7]

## Spectacles

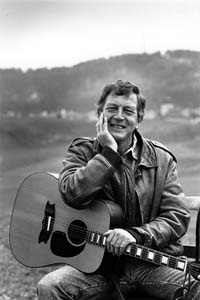
Michel Bühler en 1991.

- 1988 - Le retour du major Davel, spectacle parlé et chanté (plus de cent représentations) à l'Octogone
- 1991 - Le Chasseur de Loups, spectacle qui réunit en plein air 30 acteurs et 80 choristes (dans le cadre du 700e anniversaire de la Confédération)
- 1992 - Spectacle de chansons aux Faux Nez (Lausanne).
- 1993 - Hommage à Jean Villard (dit Gilles), avec Sarcloret, Léon Francioli et Gaspard Glaus, puis tournée dans toute la Suisse Romande
- 1994 - Spectacles de chansons (entre autres Le Sentier des Halles, Paris)
- 1994 - L'Homme qu'il nous faut, monologue
- 1995 - Tournée de chansons dans la Drôme, dans le cadre des « Musiques d'hiver »
- 1996 - Les canons de la Lance, pour acteurs, chœur et fanfare, qui sera joué à Grandson en 1998, dans le cadre du 200e anniversaire de la Révolution Vaudoise
- 2008 - Laissez-vous Béranger, hommage à François Béranger, avec Jofroi, Thomas Pitiot et Marie tout court.

## Publications
- 1973 - Avril 1990 (roman)
- 1987 - La Parole volée (roman) (Prix Lipp Suisse)
- 1989 - La Véritable Histoire de Guillaume Tell (pièce de théâtre)
- 1990 - L'Affaire Elvira Sanchez (pièce de théâtre) (Théâtre Tel Quel)
- 1992 - Cabarete (roman)
- 1994 - L'Ombre du Zèbre (pièce de théâtre)
- 1995 - Un Notable (roman)
- 1996 - Charmants Voisins (avant-scénario d'un film - Coproducteurs : Télévision Romande, Thelma Films Zurich)
- 1997 - Charmants Voisins (scénario)
- 1999 - La Plaine à l'Eau Belle (roman)
- 2005 - Jura (textes de Michel Bühler, illustrations de Pierre Bichet)
- 2006 - Le Temps du Plus (pièce de théâtre, au sujet de l’arrivée de la Réforme à Grandson)
- 2011 - La chanson est une clé à molette
- 2018 - Retour à Cormont (roman)
- 2021 - Les Maîtres du vent (pamphlet contre un projet éolien à Sainte-Croix)
- 2023 - Rasez les Alpes, qu'on voie la mer ! (Intégrale des chansons, éditions Le Bord de l'Eau)